# Republika Środkowoafrykańska na Letnich Igrzyskach Olimpijskich 1984
Republikę Środkowoafrykańską na Letnich Igrzyskach Olimpijskich 1984 reprezentowało 3 zawodników. Był to 2. start reprezentacji Republiki Środkowoafrykańskiej na letnich igrzyskach olimpijskich.

## Skład kadry

### Boks
Mężczyźni
- Dieudonné Kossi - waga lekka - 17. miejsce
- Antoine Longoudé - waga półśrednia - 32. miejsce

### Lekkoatletyka
Mężczyźni
- Adolphe Ambowodé - maraton - 70. miejsce